# Navioideae
Navioideae je potporodica tamjanikovki iz Južne Amerike. Sastoji se od 4 ili 5 rodova.

## Rodovi
Subfamilia Navioideae Harms
1. Cottendorfia Schult.f. (1 sp.)
2. Brewcaria L. B. Sm., Steyerm. & H. Rob. (6 spp.), Kew ga je uključiop u rod Navia.[2]
3. Steyerbromelia L. B. Sm. (9 spp.)
4. Navia Mart. ex Schult. & Schult.f. (93 spp.)